# Helicoïde

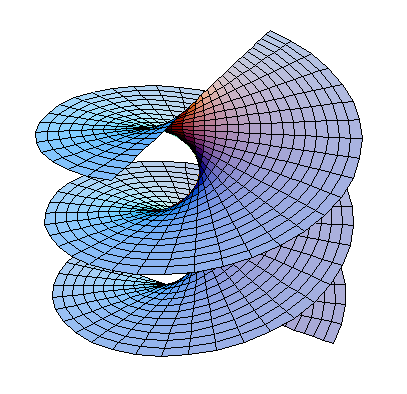
Helicoïde

De helicoïde heeft de vorm van een schroef van Archimedes. Wie een wenteltrap van steeds meer en steeds smallere treden voorziet, krijgt op den duur een helicoïde, waarbij de uiteinden van de treden een helix vormen. Daaraan dankt het oppervlak ook zijn naam. Deze wekt de suggestie dat de helicoïde een omwentelingslichaam van de Helix zou zijn, maar dat is niet het geval. Het oppervlak is wel voor te stellen als opgebouwd uit concentrische helices met gelijke spoed.
Meusnier stelde in 1776 als eerste dat de helicoïde een minimaaloppervlak is, en het is het enige dat tegelijk een regeloppervlak is, zoals Catalan in 1842 bewees, met uitzondering van het triviale platte vlak.
Een regeloppervlak is een oppervlak waarbij door elk punt van het oppervlak minstens één regel gaat, dat is een rechte lijn die volledig in dat oppervlak ligt; een minimaaloppervlak is het kleinste vlak dat in een bepaald frame te spannen is. Wie een voldoende grote zeepbel in een helixvormig frame blaast, ziet dat het zeepoppervlak een helicoïde vormt.
De helicoïde wordt beschreven door de volgende parametervergelijking:
{\displaystyle x=\rho \cos(\alpha \theta ),\ }
{\displaystyle y=\rho \sin(\alpha \theta ),\ }
{\displaystyle z=\theta ,\ }
met voor de variabelen ρ en θ waarden van plus oneindig tot min oneindig, terwijl α een constante is. Met positieve α is de helicoïde is rechtsdraaiend zoals in de figuur, negatieve waarden geven een linksdraaiende schroef.
De helicoïde heeft de hoofdkrommings {\displaystyle \pm 1/(1+\rho ^{2})\ }. Opgeteld geeft dat de gemiddelde kromming (nul, omdat het een minimaaloppervlak is) en vermenigvuldiging geeft de Gaussiaanse kromming.

Vervorming van een helicoïde in een catenoïde

De helicoïde is homeomorf met het vlak {\displaystyle \mathbb {R} ^{2}}. Dat is in te zien door α in de parametervergelijking van een willekeurige waarde naar nul te laten gaan. Bij afnemende waarden ontstaat een steeds ruimere schroef (alsof een Archimedische schroef uitgerekt wordt, waardoor de schoep steeds vlakker wordt) en bij α = 0 blijft een plat vlak over, evenwijdig aan de spil. Omgekeerd kan een plat vlak overgaan in een helicoïde door het te torderen om een spil die in dat vlak ligt.
De helicoïde en de catenoïde, het omwentelingslichaam van de kettinglijn, behoren tot een familie van helicoïde-catenoïde minimaaloppervlakken.